# امامزاده احمد (باز)
'امامزاده احمد(باز) در شهرستان بوانات استان فارس به‌عنوان یکی از آثار ملی ایران به ثبت رسیده است.